# Manfred Jürgen Matschke
Manfred Jürgen Matschke (* 21. Juni 1943 in Zeyersniederkampen, Landkreis Elbing) ist ein deutscher Ökonom und Professor für Betriebswirtschaftslehre, zuletzt an der Ernst-Moritz-Arndt-Universität Greifswald.

## Werdegang
Er ist der Sohn von Heinrich und Lydia Matschke, geborene Steffen. Nach der Vertreibung aus Ostpreußen besuchte er in Thüringen die Volksschule in Großvargula und die Oberschule in Bad Langensalza und begann eine Lehre als Landwirt in Merxleben. Noch rechtzeitig vor dem Mauerbau gelang der Familie im August 1960 die Flucht nach Westdeutschland, wo er in Neukirchen (bei Moers) im Oktober 1963 sein Abitur bestand. Noch zum Wintersemester 1963/1964 immatrikulierte er an der Universität zu Köln. Bereits im Jahre 1966 interessierte er sich hier für die Unternehmensbewertung und durfte als Student in Hans Münstermanns Hauptseminar vortragen. Im Sommersemester 1966 lieferte er eine Seminararbeit ab, die im Januar 1969 als Aufsatz in einer Fachzeitschrift veröffentlicht wurde. Seine Diplomarbeit mit dem Titel „Bewertung der Unternehmung aus entscheidungstheoretischer Sicht“ reichte er in Köln im Jahre 1968 ein.
Zwischen März 1970 und Juli 1973 besetzte er hier eine Assistenzstelle unter Günter Sieben. Im Juli 1973 promovierte er unter dem Titel „Der Entscheidungswert der Unternehmung“ bei Münstermann, 1975 als Buch erschienen. Auch während des zwischen September 1974 und August 1976 andauernden Habilitationsstipendiums der Deutschen Forschungsgemeinschaft befasste er sich mit der Thematik der Unternehmensbewertung im Hinblick auf Schiedsspruchverfahren. Unter dem Titel „Der Arbitriumwert der Unternehmung“ erwarb er im Februar 1977 die Lehrberechtigung für Betriebswirtschaftslehre. Im April 1977 verließ er die Uni Köln und übernahm eine Professur für Betriebswirtschaftslehre an der Universität Siegen, wo er bis Februar 1982 blieb. Er folgte im März 1982 einem Ruf an die Technische Universität Clausthal. Im Oktober 1995 ging er als Professor für Allgemeine Betriebswirtschaftslehre und Betriebliche Finanzwirtschaft, insbesondere Unternehmensbewertung, an die Uni Greifswald, wo er im Juli 2008 emeritiert wurde.

## Publikationen
Von den mehr als 150 Veröffentlichungen seien – außer den bisher genannten Werken – erwähnt sein 1967 erschienener Aufsatz „Fremdfinanzierung und Wert einer Unternehmung“ (in: Die Wirtschaftsprüfung, 1967, S. 637), der 1969 veröffentlichte Aufsatz „Der Kompromiss als betriebswirtschaftliches Problem bei der Preisfestsetzung eines Gutachters im Rahmen der Unternehmensbewertung“ (in: Zeitschrift für betriebswirtschaftliche Forschung, 1969, S. 57–77), der 1971 entstandene Aufsatz „Der Arbitrium- oder Schiedsspruchwert der Unternehmung“ (in: Betriebswirtschaftliche Forschung und Praxis, 1971, S. 508–520), „Der Argumentationswert der Unternehmung – Unternehmensbewertung als Instrument der Beeinflussung in der Verhandlung“ (in: Betriebswirtschaftliche Forschung und Praxis, 1976, S. 517–524), die 1979 publizierte Habilitationsschrift kam als Band II der „Funktionale Unternehmensbewertung“ auf den Markt, das Buch „Finanzierung der Unternehmung“ (1991) oder sein Beitrag „Grundsätze der Unternehmensbewertung“ (im Buch von Karl Petersen/Christian Zwirner/Gerrit Brösel (Hrsg.), Handbuch der Unternehmensbewertung, 2013, S. 84–118).

## Wissenschaftliche Schwerpunkte
Diplomarbeit, Dissertation und Habilitation befassten sich mit Themen der Unternehmensbewertung. Er zählt deshalb in Forschung und Lehre zu den Vätern der funktionalen Unternehmensbewertung.